# Балабана
„Балабана“ е поддържан резерват в България, разположен в землището на град Елхово. Площта му е 76,98 хектара.
Резерват „Балабана“ е обявен на 21 декември 1960 г. и е прекатегоризиран в поддържан резерват със заповед от 15 октомври 1999 г. с цел възстановяване и поддържане на растителността и условията на местообитание на различни видове чапли и колхидския фазан.